# Øvelser på gulv
Øvelser på gulv er en disciplin i redskabsgymnastik. Gymnasten har 70 sekunder til at præsentere en række spring, balance-øvelser og saltoer. Øvelsen bedømmes på en skala, hvor 20 point efter de nye regler er det højest opnåelige.
Disciplinen udføres på en kvadratisk flade, der er 12 x 12 meter afgrænset af en hvid kant. Overtrædelse af det afgrænsede areal medfører, hver gang et fradrag i den samlede karakter. Gulvbelægningen er let fjedrende (to lag spånplader med mange påklistrede polystyrenkvadrater – fjedrende afstandselementer) og dækket af en måtte (4 sammenklæbede måtter á ca. 3,5 m gange 14 m).
- Wikimedia Commons har flere filer relateret til Øvelser på gulv

| Sport | Spire Denne artikel om sport er en spire som bør udbygges. Du er velkommen til at hjælpe Wikipedia ved at udvide den. |